# Mark Ramprakash
Mark Ravin Ramprakash MBE (* 5. September 1969 in Bushey) ist ein englischer Cricketspieler.
Als rechtshändiger Batsman machte er bei Middlesex auf sich aufmerksam und wurde im Alter von 21 Jahren englischer Nationalspieler. Er ist der einzige Spieler, dem in aufeinanderfolgenden Saisons in der englischen County Championship ein Schlagdurchschnitt von über 100 Läufen gelang. Er zählt zum Kreis jener Spieler, die mehr als 100 Centuries in First-Class-Matches erzielt haben.
Er war nach Darren Gough der zweite Cricket-Profi, der die britische Fernsehshow Strictly Come Dancing gewann.